# Середа (Московская область)
Середа — село в городском округе Шаховская Московской области России. Расположено в 17 км к югу от рабочего посёлка Шаховская на реке Омутня. Население — 2051 чел. (2010). Населённый пункт воинской доблести
Через село проходит автодорога Р90, по которой ходят автобусы от Шаховской, и далее до различных деревень бывшего сельского поселения.
В селе 12 улиц, имеется школа, детский сад № 11 «Солнышко», дом культуры и другие организации.

## История
Впервые упоминается в 1574 году. В то время село принадлежало дворцовому ведомству. До середины XVII века село носило название Стратилацкое, в честь святого Феодора Стратилата, имелась деревянная Феодоровская церковь.
В начале XVII века было разорено польскими интервентами. Возрождаться село начало во второй половине XVII века. В 1668 году по указу патриарха Никона село, ещё недавно бывшее пустошью, передано во владение Новоиерусалимскому Воскресенскому монастырю «с деревнями и пустошми». По переписи 1678 года в Середе насчитывалось 75 дворов, где проживали 218 человек. В 1686 году на старом церковном месте построена новая церковь Федора Стратилата.
С 1760-х годов в престольный праздник Феодора Стратилата, 21 июня, в селе устраивается ежегодная ярмарка. Середа постепенно превратилось в торговое село.
В 1769 году Середа Стратилацкая — село Хованского стана Волоколамского уезда Московской губернии, владение Коллегии экономии (ранее — Новоиерусалимского монастыря). В селе 62 двора и 207 душ.
К 1776 году построена деревянная церковь Сретения Господня, перенесенная в 1858 году в Пески. Вместо неё в том же году была построена каменная церковь в честь Святой Троицы.
XIX век
В середине XIX века село Середа относилось к 1-му стану Волоколамского уезда и принадлежала Департаменту государственных имуществ. В селе было 112 дворов, 464 души мужского пола и 512 душ женского. Кроме ярмарки, проводились базары зимой по средам.
В «Списке населённых мест» 1862 года Середа (Стратилатская) — казённое село 1-го стана Волоколамского уезда Московской губернии по правую сторону Московского тракта, шедшего от границы Зубцовского уезда на город Волоколамск, в 33 верстах от уездного города, при речке Мутне, со 159 дворами, православной церковью, ярмаркой и 1085 жителями (509 мужчин, 576 женщин).
В 1881 году была открыта участковая больница.
В 1886 году в селе 170 дворов, 1032 жителя, волостное правление, церковь и часовня, становая квартира, школа. Из заведений имелось 12 лавок, пряничный курень, 2 баранковых пекарни, 2 маслобойных, 3 шерстобитных и 2 красильных заведения.
По данным на 1890 год — центр Серединской волости Волоколамского уезда. В селе находились квартиры станового пристава и полицейского урядника, училище, почтовая станция, волостное правление, земская больница. Число душ мужского пола составляло 475 человек.
XX век
В 1913 году в селе — 214 дворов, волостное правление, министерское двухклассное училище, квартира урядника, почтово-телеграфное отделение, земская больница, частная аптека, земская ветеринарная лечебница и казённая винная лавка.
В материалах Всесоюзной переписи населения 1926 года указаны село Середа, посёлки Серединский Северный и Серединский Южный, а также Серединская больница. В селе проживало 447 жителей (199 мужчин, 248 женщин), велось 115 хозяйств (92 крестьянских), находились волисполком, ветпункт, агропункт, страховое агентство, районная библиотека и школа; в посёлках проживало 183 и 132 человека, велось 46 и 29 хозяйств соответственно; при больнице числилось 164 жителя (62 мужчины, 102 женщины), велось 41 хозяйство.
С 1929 года — населённый пункт в составе Шаховского района Московской области.
Во время Великой Отечественной войны, в ночь с 17 на 18 октября 1941 года силами в 100 бойцов из числа 1073-го стрелкового полка 316-й стрелковой дивизии был нанесен удар по перевалочному пункту, организованному занявшими село частями 114-го полка 6-й танковой дивизии Вермахта.
Село Середа было освобождено войсками 20 Армии к вечеру 19 января 1942 года, поселение было практически полностью разрушено.
Здесь был обустроен Полевой подвижный госпиталь № 653 (ППГ 653), который работал с 1 февраля по 20 мая 1942 г. Рядом с селом расположены воинские захоронения, отмеченные в Шаховском районном историко-краеведческом музее (Братская могила на гражданском кладбище села Середа, Воинское кладбище в урочище Захаровка у села Середа), многие воины ещё не опознаны.
XXI век
1994—2006 годы — центр Серединского сельского округа Шаховского района.
2006—2015 годы — центр сельского поселения Серединское Шаховского района.
С 2015 года — село городского округа Шаховская Московской области.
1 мая 2020 года селу присвоено почётное звание Московской области «Населённый пункт воинской доблести».

## Известные жители
В селе жил Анатолий Николаевич Неволин (1923—1981), полный кавалер орденов Славы.

## Население
| 1859 | 1926 | 2002  | 2006  | 2010  |
| ---- | ---- | ----- | ----- | ----- |
| 1085 | ↘926 | ↗1839 | ↗1911 | ↗2051 |